# Isekai Ojisan
Isekai Ojisan (異世界おじさん lit. Tío de otro mundo?), conocida como Mi tío es de otro mundo en español, es una serie de manga escrita e ilustrada por Hotondoshindeiru. Comenzó la serialización en ComicWalker de Kadokawa Shoten en junio de 2018. Hasta marzo de 2025, se han lanzado trece volúmenes. El manga tiene licencia en Norteamérica por Yen Press. Una adaptación al anime de Atelier Pontdarc se estrenó en julio de 2022 mediante la plataforma de Netflix.

## Argumento
Hace diecisiete años, el tío de Takafumi entró en coma, pero ahora ha vuelto como un hombre que se levanta de su tumba. Pronto, Takafumi descubre dos cosas extrañas: su tío atesora los videojuegos por encima de todo y, mientras estaba en coma, en realidad fue transportado a otro mundo como un guardián heroico. Ahora, Takafumi no solo tiene que compartir la habitación con un tío que es literalmente mágico, sino que también tiene que ponerlo al día con dos décadas de historia: teléfonos inteligentes, Internet de alta velocidad, tropos de anime modernos... ¡y el traumático resultado de la guerra de consolas de la década de 1990!

## Personajes
Tío (おじさん Ojisan?) / Yōsuke Shibazaki (嶋㟢 陽介 Shibazaki Yōsuke?)
 Seiyū: Takehito Koyasu, Erick Selim (español latino)
Un hombre de 34 años que despertó del coma después de 17 años, pero en realidad se fue a otro mundo durante ese tiempo. Su apariencia poco atractiva apenas cambió desde el momento en que se transfirió a otro mundo, y con frecuencia lo confundían con un orco y los habitantes del otro mundo lo trataban extremadamente mal, hasta el punto de que tenía que borrar continuamente sus propios recuerdos para mantener la cordura. Conservó su habilidad mágica y la usa libremente. No se da cuenta de ningún acercamiento romántico de las chicas que encontró durante su viaje, pero instantáneamente se dio cuenta de los sentimientos de Sumika hacia Takafumi. Tiende a dar consejos tanto amorosos como motivacionales provenientes de escenas de videojuegos. Debido a su larga ausencia, tiende a confundirse con la tecnología y la cultura modernas. Fan acérrimo de SEGA, utiliza la estrategia aprendida en juegos clásicos de consolas como Sega Genesis y Sega Saturn para informar sus tácticas en el otro mundo; el declive de las consolas domésticas SEGA que terminó con el lanzamiento de Sega Dreamcast lo conmocionó profundamente.
Takafumi Takaoka (高丘 敬文 Takaoka Takafumi?)
 Seiyū: Jun Fukuyama, Luis Leonardo Suárez (español latino)
El sobrino de Yōsuke que lo llevó a su departamento después de darse cuenta de que podía ganar dinero con la habilidad mágica de su tío, principalmente a través de los ingresos publicitarios de YouTube. Está interesado en la aventura de Yōsuke en el otro mundo, especialmente en las chicas que conoció a lo largo de su viaje, pero la personalidad aromática de su tío a veces lo desanima. Irónicamente, también ignora los sentimientos de Sumika por él. Sus padres se divorciaron por el estrés de lidiar con el estado médico de su tío, y él usa las historias de Yōsuke como una forma de escapar de haber sido criado en una familia rota.
Sumika Fujimiya (藤宮 澄夏 Fujimiya Sumika?)
 Seiyū: Mikako Komatsu, Alicia Barragán (español latino)
Ella es la amiga de la infancia de Takafumi con quien se reunió después de mucho tiempo. Ella está enamorada de él, aunque él permanece ajeno. Después de enterarse de la habilidad mágica de Yōsuke en el momento en que entró en el apartamento de Takafumi, comienza a pasar sus días en el apartamento de Takafumi y juntos pasan sus días viendo repeticiones de las aventuras de Yōsuke en el otro mundo. Si bien tiene buenos recuerdos de su infancia, durante algún tiempo Sumika acosaba con frecuencia a Takafumi. Aunque parece no guardar rencor en la actualidad, Sumika está horrorizada por esta revelación.
Tsundere elf (ツンデレエルフ Tsundere elfu?) / Suzailgiererzegalnelvzegilreagranzelga elga (スザイルギラーゼガルネルブゼギルレアグランゼルガ＝エルガ Suzairugirāzegarunerubuzegirureaguranzeruga eruga?)
 Seiyū: Haruka Tomatsu, Gina Sánchez (español latino)
Una elfa que Yōsuke rescató en el otro mundo. Ella está enamorada de él después de que él la salvó de un dragón, pero dado que el término 'tsundere' solo se hizo popular 4 años después de que Yōsuke entró en coma, él no entiende sus tendencias y piensa que ella lo está acosando. A pesar de esto, ella es amable, a menudo defendiendo a Yōsuke cuando otras personas intentan calumniarlo, aunque él lo interpreta como un chantaje. Más tarde se revela que ella es la princesa de los elfos.
Maybelle Laybelle (メイベル＝レイベール Meiberu Reiberu?)
 Seiyū: Aoi Yūki, Mónica Moreno (español latino)
Una mujer solitaria de cabello azul que posee la mítica Espada de hielo capaz de derrotar al Dragón de llamas. Sin embargo, Yōsuke derrota al dragón sin usar la espada, lo que hace que Mabel cuestione su propósito. Se convierte en NEET después de que Yōsuke la anima a seguir aceptando sus deseos internos. Más tarde se revela que sus antepasados, el Clan del Hielo, son descendientes de un samurái japonés que fue transportado a su mundo hace 400 años.
Alicia Edelsia (アリシア＝イーデルシア Arishia Īderushia?)
 Seiyū: Aki Toyosaki, Erika Langarica (español latino)
Una sacerdotisa novata en una fiesta con Edgar y Raiga. Yōsuke se encuentra repetidamente con su grupo y los ayuda a completar misiones difíciles. Ella es adorada como una heroína cruzada después de que su grupo accidentalmente tomó el crédito de Yōsuke por derrotar a una horda de orcos.
Edger (エドガー Edogā?)
 Seiyū: Ken'ichi Suzumura, Héctor Mena (español latino)
Un espadachín novato en una fiesta con Alicia y Raiga.
Raiga (ライガ?)
 Seiyū: Nobuhiko Okamoto, Rafael Escalante (español latino)
Un berserker novato en una fiesta con Alicia y Edgar.
Sawae (沢江?)
 Seiyū: Hisako Kanemoto, Analiz Sánchez (español latino)
Mira Gleyrer
 Seiyū: Yumi Uchiyama, Jocelyn Robles (español latino)
Ricardo Markfeld
 Seiyū: Tomoaki Maeno, Dafnis Fernández (español latino)
Karn Zernegan
 Seiyū: Nobuo Tobita, Carlos Segundo (español latino)

## Medios

### Manga
La serie está escrita e ilustrada por Hotondoshindeiru. Comenzó a serializarse en la aplicación de manga y el sitio web ComicWalker de Kadokawa Shoten el 29 de junio de 2018. Se realizó una encuesta de popularidad de personajes para conmemorar el lanzamiento del primer volumen, donde el personaje ganador aparecería en un segmento adicional en el final del volumen. Hasta marzo de 2025, se han publicado trece volúmenes tankōbon.
En noviembre de 2020, Yen Press anunció que obtuvo la licencia de la serie para su publicación en inglés.

### Anime
El 18 de junio de 2021 se anunció una adaptación al anime. La serie es producida por Atelier Pontdarc y dirigida por Shigeki Kawai, con Kenta Ihara escribiendo los guiones de la serie y Kazuhiro Ota en el diseño de los personajes. Se estrenó el 6 de julio de 2022 en AT-X. El tema de apertura es "story" de Mayu Maeshima, mientras que el tema de cierre es "Ichibanboshi Sonority" de Yuka Iguchi. La serie será transmitida en todo el mundo por Netflix.
El 27 de julio de 2022, se anunció que el quinto episodio se retrasará hasta el 17 de agosto de 2022 debido a la Pandemia de COVID-19. Se puso en vigencia un retraso indefinido luego del lanzamiento del episodio 7 el 2 de septiembre debido a más preocupaciones relacionadas con COVID-19. Sin embargo, Ippei Icchi declaró el 27 de agosto que se suponía que dirigiría el décimo episodio del anime, pero se fue después de descubrir que el episodio aún no tenía personal elegido y que solo participaría el personal interno. El 9 de septiembre se anunció que la serie reiniciará su transmisión el 6 de octubre desde el episodio 1, con el episodio 8, el primer episodio nuevo desde que se suspendió, programado para estrenarse el 24 de noviembre.

## Recepción
La serie ocupó el octavo lugar en los Next Manga Awards 2019 en la categoría digital. La serie ocupó el decimoquinto lugar en 2020 en una encuesta de trabajadores de la librería Honya Club en Japón. En la edición 2020 de la guía Kono Manga ga Sugoi!, la serie ocupó el undécimo lugar. También en 2020, fue finalista del gran premio de BookWalker.
La serie tiene 1,8 millones de copias en circulación.
Demelza de Anime UK News tenía sentimientos encontrados sobre el primer volumen y criticó el arte y los personajes.